# Duitse Cameraprijs

Logo

De Duitse Cameraprijs (de: Deutscher Kamerapreis) is een filmprijs die wordt uitgereikt door de Westdeutscher Rundfunk, de stad Keulen en de Deutsche Gesellschaft für Photographie (De Duitse Vereniging voor de Fotografie). De prijs wordt sinds 1982 uitgereikt voor zeer goede prestaties op het gebied van camerawerk voor film en televisie. Sinds 1990 wordt ook een prijs uitgereikt voor montagewerk.
Tot het jaar 2000 werd de prijs om het jaar uitgereikt. Sinds 2001 vindt de uitreiking jaarlijks plaats.
Zowel voor montage als voor camerawerk zijn in de loop der jaren diverse categorieën ontstaan. De belangrijkste zijn de categorieën speelfilm en televisiefilm, en de titel Ehrenkameramann (erecameraman) die sinds 1994 wordt uitgereikt. Daarnaast worden ook eervolle vermeldingen en aanmoedigingsprijzen gegeven.

## Erecameramannen sinds 1994
- 1994: Heinz Pehlke
- 1996: Michael Ballhaus
- 1998: Gernot Roll
- 2001: Jost Vacano
- 2002: Jürgen Jürges
- 2003: Franz Rath
- 2004: Xaver Schwarzenberger
- 2005: Robby Müller
- 2006: Elfi Mikesch
- 2007: David Slama
- 2008: Carl F. Hutterer

## Andere prijswinnaars (selectie)
- 1984: Robby Müller in de categorie Camera speelfilm voor Paris, Texas
- 2004: Rainer Klausmann in de categorie Camera bioscoopfilm voor Gegen die Wand
- 2005: Patricia Rommel in de categorie Montage televisiefilm voor Off Beat
- 2006: Hansjörg Weißbrich in de categorie Montage bioscoopfilm voor NVA
- 2007: Theo Bierkens in de categorie Camera bioscoopfilm voor Liebeswunsch
- 2007: Uta Schmidt in de categorie Montage bioscoopfilm voor Vier Minuten
- 2008: Tom Fährmann in de categorie Camera bioscoopfilm voor Ulzhan – Das vergessene Licht